# Bauhinia wrayi
Bauhinia wrayi är en ärtväxtart som beskrevs av David Prain. Bauhinia wrayi ingår i släktet Bauhinia och familjen ärtväxter.

## Underarter
Arten delas in i följande underarter:
- B. w. blumeana
- B. w. borneensis
- B. w. cancellata
- B. w. cardiophylla
- B. w. moultonii
- B. w. rubella
- B. w. wrayi